# Särkirova
Särkirova är en kulle i Finland. Den ligger i Enontekis kommun i landskapet Lappland, i den norra delen av landet, 900 km norr om huvudstaden Helsingfors. Toppen på Särkirova är 311 meter över havet.
Terrängen runt Särkirova är platt, och sluttar söderut.Trakten runt Särkirova är nära nog obefolkad, med mindre än två invånare per kvadratkilometer. Närmaste större samhälle är Hetta, 19,5 km öster om Särkirova. 